# Michael Dahlmann
Michael Dahlmann (* 3. November 1977 in Gelsenkirchen) ist ein früherer deutscher Fußballfunktionär.
Dahlmann absolvierte eine Verwaltungsausbildung und anschließend an der privaten FOM-Hochschule ein Bachelor-Studium in Wirtschaftsrecht.  Im Jahr 2007 ging er nach Rostock und arbeitete zunächst als Referent für Haushaltskonsolidierung des Finanzsenators der Hansestadt Rostock. Ab 2008 war er für vier Jahre als Leiter des Beteiligungsmanagements im Rostocker Rathaus tätig, ehe er 2012 Bereichsleiter Beteiligungsmanagement der brandenburgischen Landeshauptstadt Potsdam wurde.
Nach nur einem Jahr kehrte er 2013 nach Rostock zurück und wurde vom Aufsichtsrat des F.C. Hansa zum Vorstandsvorsitzenden des Vereins berufen. Dem damaligen Drittligisten stand er bis zum 1. Oktober 2015 vor. Im Verlauf seiner Amtszeit durchlief der Verein eine wirtschaftliche und sportliche Krise, konnte am Ende der Spielzeit 2014/15 nur knapp dem Abstieg in die Regionalliga entgehen. In den Jahren 2013 und 2014 gelang es Hansa erstmals in der Vereinsgeschichte nicht, sich für den nationalen Pokalwettbewerb zu qualifizieren. Im wirtschaftlichen Bereich bereitete Dahlmann den Einstieg des Investors Rolf Elgeti bei den Hanseaten vor, nachdem dieser den Verein schon zuvor finanziell unterstützt hatte. Im Zuge des Investoreneinstiegs kam es zu einem Zerwürfnis von Teilen des Aufsichtsrates und Dahlmann, das in einer – später von der Staatsanwaltschaft fallengelassenen – Anzeige wegen Veruntreuung des Vereinsvermögens mündete, die zu polizeilichen Durchsuchungen der Hansa-Geschäftsstelle und dem Rücktritt Dahlmanns vom Amt des Vorstandsvorsitzenden führte. Darüber hinaus wurde Dahlmann eine zu große Nähe zu den Ultras des F.C. Hansa vorgeworfen. Die angestrebte Ausgliederung der Profi-Mannschaft in eine Kommanditgesellschaft, an der der Investor mit 45 Prozent beteiligt wurde und 55 Prozent beim Verein verblieben, wurde im April 2016 schließlich durch eine außerordentliche Mitgliederversammlung des FCH beschlossen.
In der Folgezeit wurde Dahlmann in der strategischen Geschäftsentwicklung verschiedener Unternehmen im Bereich der erneuerbaren Energien tätig.
Er hat ein Kind mit seiner früheren Ehefrau Sandra.